# Eva Marie Saint

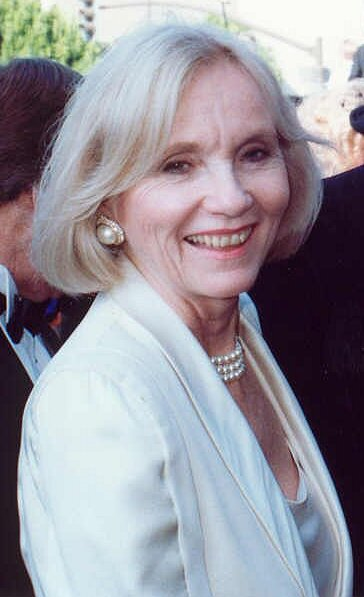
Eva Marie Saint bei der Emmy-Verleihung, 1990

Eva Marie Saint (* 4. Juli 1924 in Newark, New Jersey) ist eine US-amerikanische Schauspielerin in den Bereichen Film, Fernsehen, Theater und Radio. Sie gewann den Oscar als beste Nebendarstellerin für ihren Auftritt im Filmdrama Die Faust im Nacken (1954) und spielte ihre wohl bekannteste Rolle als Agentin Eve Kendall in Hitchcocks Der unsichtbare Dritte (1959).

## Leben und Werk

### Frühes Leben und Ausbildung
Die Tochter von John Merle Saint und seiner Ehefrau Eva Marie besuchte die Bethlehem Central High School bei New York, an der sie 1942 ihren Abschluss machte. Ursprünglich wollte sie wie ihre Mutter eine berufliche Laufbahn als Lehrerin einschlagen. Mit diesem Ziel begann sie ihr Studium an der Bowling Green State University, doch der Spaß am Mitwirken in universitären Theaterproduktionen brachte sie dazu, schließlich Schauspiel als Hauptfach zu belegen.

### Karriere als Schauspielerin
Nach ihrem Abschluss im Jahr 1946 begann sie ihre professionelle Schauspielkarriere mit Theaterproduktionen, kleineren Fernsehrollen, Werbesendungen und Radioauftritten. Insbesondere durch ihre Auftritte in live aufgezeichneten Fernsehproduktionen im frühen amerikanischen Fernsehen gewann sie in den frühen 1950er-Jahren an Prominenz. 1954 wurde Saint für ihre Rolle am Broadway in The Trip To Bountiful, einem Theaterstück von Horton Foote, mit dem Theatre World Award ausgezeichnet. Diese Rolle spielte sie auch in einer Fernsehverfilmung des Stückes an der Seite von Lillian Gish. 
Bereits für ihren ersten Kinofilm Die Faust im Nacken von Elia Kazan wurde sie 1955 mit dem Oscar in der Kategorie Beste Nebendarstellerin ausgezeichnet. In dem Filmklassiker spielte sie die Geliebte von Marlon Brandos Hauptfigur, deren Bruder bei Auseinandersetzungen im Hafenviertel stirbt. 1957 folgte ein auf den Filmfestspielen von Venedig ausgezeichneter Auftritt in Fred Zinnemanns damals gewagtem Drogendrama Giftiger Schnee an der Seite von Don Murray. Im selben Jahr war sie außerdem in dem aufwendig produzierten Südstaaten-Drama Das Land des Regenbaums an der Seite von Montgomery Clift und Elizabeth Taylor sehen. 
Eine ihrer bekanntesten Rollen spielte Saint 1959 als geheimnisvolle Blondine Eve Kendall an der Seite von Cary Grant in dem Spionagethriller Der unsichtbare Dritte von Alfred Hitchcock. Der Regisseur sorgte bei den Dreharbeiten dafür, dass Saint – die für ihr langes blondes Haar bekannt war – ihre Haare kürzte, weil es seiner Meinung nach besser zu den Eigenschaften ihrer Figur passte. Der unsichtbare Dritte wurde ein großer Kinoerfolg, gilt heute als Filmklassiker und wegweisend für den Actionfilm.

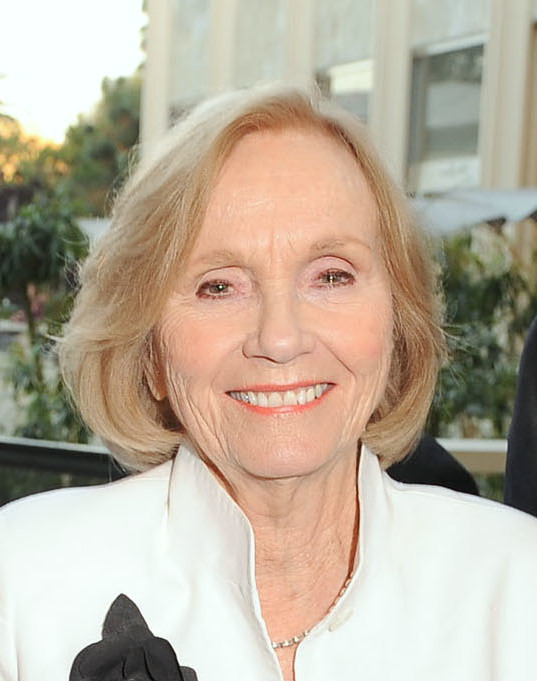
Eva Marie Saint (2009)

1960 folgte für sie eine der Hauptrollen neben Paul Newman in Otto Premingers Monumentalfilm Exodus, einem Drama über die Gründung des Staates Israels. Zwei Jahre später war sie in John Frankenheimers Mein Bruder, ein Lump als tragische Schönheit und ältere Schwester von Warren Beattys Figur zu sehen. In … die alles begehren verkörperte sie 1964 die Ehefrau eines Pfarrers (gespielt von Richard Burton), der sie mit Elizabeth Taylors Figur betrügt. 1966 verkörperte Saint, erneut unter der Regie von Frankenheimer, eine Magazin-Redakteurin in dem Autorennfahrerfilm Grand Prix und war zudem in Norman Jewisons Komödie Die Russen kommen! Die Russen kommen! zu sehen. In dem Western Der große Schweiger spielte sie 1968 die weibliche Hauptrolle neben Gregory Peck. 1970 trat sie als Filmpartnerin von George Segal in der Tragikomödie Loving von Irvin Kershner auf.
Als die Qualität ihrer Filmangebote in den 1970er-Jahren  nachließ, arbeitete Saint wieder vermehrt fürs Theater und Fernsehen. Sie wurde im Laufe ihrer Karriere insgesamt fünfmal für den Fernsehpreis Emmy nominiert und gewann ihn 1990 für ihre Mitwirkung an der Miniserie People Like Us. In den 1980er-Jahren verkörperte sie in sechs Folgen der Serie Das Model und der Schnüffler als wiederkehrender Gaststar die Mutter der Hauptfigur Maddie Hayes (Cybill Shepherd). Ihre erste markante Kinorolle seit längerem hatte sie 1986, als sie die fragile Mutter von Tom Hanks’ Hauptfigur in der Tragikomödie Nothing in Common – Sie haben nichts gemeinsam darstellte. 1990 spielte sie die Ehefrau des ermordeten Leon Klinghoffer (Burt Lancaster) in dem Fernsehfilm Die Entführung der Achille Lauro.
Auch im Alter stand Eva Marie Saint noch gelegentlich vor der Kamera. Wim Wenders besetzte sie 2005 in seinem Film Don’t Come Knocking; im darauffolgenden Jahr trat sie in Superman Returns als Martha Kent, die Adoptivmutter der Hauptfigur, auf. Von 2012 bis 2014 wirkte Saint als Sprecherin in der Zeichentrickserie Die Legende von Korra mit. Ihren bislang letzten Filmauftritt hatte sie 2014 im Fantasyfilm Winter’s Tale. Am 4. März 2018 trat die damals 93-jährige Künstlerin bei der Oscar-Verleihung auf, als sie den Preis für das Beste Kostümdesign überreichte. Seit dem Tod von Olivia de Havilland im Juli 2020 ist sie die älteste lebende Person, die den Oscar gewonnen hat. Auf dem Hollywood Walk of Fame hat Eva Marie Saint zwei Sterne, einen im Bereich Film und einen im Fernsehen.

#### Rollenwahl
Saint bevorzugte im Laufe ihrer Karriere vor allem doppelbödige und hintergründige Rollen und spielte nur in relativ ausgewählten Filmprojekten; insbesondere in den 1950er-Jahren wurde ihr Name stark mit sozialkritischen „Kitchen Sink“-Dramen verbunden. Zu ihrem 90. Geburtstag schrieb die FAZ über Saints Rollen: „Eva Marie Saint wusste genau, was sie wollte. Sie ging den Männern in ihrer klassischen Schönheit unter die Haut, weil sie ankündigte, was geschehen würde. Das waren sie nicht gewöhnt. Eva Marie Saint bestimmte mit Ironie und Selbstironie und in lasziver Kommandolaune das Geschehen.“

### Familie und Privates
Eva Marie Saint war von 1951 bis zu dessen Tod mit dem Regisseur und Produzenten Jeffrey Hayden (1926–2016) verheiratet. Sie hat zwei Kinder aus dieser Ehe und drei Enkelkinder. Im Juli 2024 feierte Eva Marie Saint ihren 100. Geburtstag, was international mit diversen Presseberichten gewürdigt wurde.

## Filmografie (Auswahl)
- 1947: A Christmas Carol (Fernsehfilm)
- 1950–1951: Versatile Varieties (Fernsehserie, unbekannte Folgenzahl)
- 1952–1953: Martin Kane, Private Eye (Fernsehserie, 40 Folgen)
- 1954: Die Faust im Nacken (On the Waterfront)
- 1956: Ich heirate meine Frau (That Certain Feeling)
- 1957: Giftiger Schnee (A Hatful of Rain)
- 1957: Das Land des Regenbaums (Raintree County)
- 1959: Der unsichtbare Dritte (North by Northwest)
- 1960: Exodus
- 1962: Mein Bruder, ein Lump (All Fall Down)
- 1964: 36 Stunden (36 Hours)
- 1964: A Carol for Another Christmas (Fernsehfilm)
- 1965: … die alles begehren (The Sandpiper)
- 1966: Die Russen kommen! Die Russen kommen! (The Russians Are Coming, the Russians Are Coming)
- 1966: Grand Prix
- 1968: Der große Schweiger (The Stalking Moon)
- 1970: Loving
- 1972: Die Ferien des Mr. Bartlett (Cancel My Reservation)
- 1974: The First Woman President (Fernsehfilm)
- 1976: The Fatal Weakness (Fernsehfilm)
- 1976–1977: Durch die Hölle nach Westen (How the West Was Won, Miniserie, 4 Folgen)
- 1978: Taxi!! (Fernsehfilm)
- 1978: A Christmas To Remember (Fernsehfilm)
- 1979: When Hell Was in Session (Fernsehfilm)
- 1980: Der Fluch des Tut-Ench-Amun (The Curse of King Tut’s Tomb, Fernsehfilm)
- 1981: The Best Little Girl in the World (Fernsehfilm)
- 1981: Träume zerrinnen wie Sand (Splendor in the Grass, Fernsehfilm)
- 1983: Malibu (Fernsehfilm)
- 1983: Love Boat (The Love Boat, Fernsehserie, 2 Folgen)
- 1983: Jane Doe findet ihren Mörder (Fernsehfilm)
- 1984: Augen in der Dunkelheit (Love Leads the Way, Fernsehfilm)
- 1984: Ich bin kein Mörder (Fatal Vision, Miniserie, 2 Folgen)
- 1986: Nothing in Common – Sie haben nichts gemeinsam (Nothing in Common)
- 1986: The Last Days of Patton (Fernsehfilm)
- 1986: Ein Schicksalsjahr (A Year in the Life, Miniserie, 3 Folgen)
- 1986–1988: Das Model und der Schnüffler (Moonlighting, Fernsehserie, 6 Folgen)
- 1987: Breaking Home Ties (Fernsehfilm)
- 1988: American Masters: Lillian Gish: The Actor's Life for Me (Fernsehdoku, als Sprecherin)
- 1988: I'll Be Home for Christmas (Fernsehfilm)
- 1990: Die Entführung der Achille Lauro (Voyage of Terror: The Achille Lauro Affair, Fernsehfilm)
- 1990: Leute wie wir (Fernsehfilm)
- 1991: Danielle Steel – Palomino (Danielle Steel’s ’Palomino’, Fernsehfilm)
- 1993: Der Kuß des Killers (Kiss of a Killer, Fernsehfilm)
- 1995: Wege der Liebe (My Antonia, Fernsehfilm)
- 1996: Jimmys Tod – Und was kam danach? (After Jimmy, Fernsehfilm)
- 1996: Titanic (Miniserie, 2 Folgen)
- 1997: Ein Abschied für immer? (Time to Say Goodbye?, Fernsehfilm)
- 1999: Frasier (Fernsehserie, Folge Our Parents, Ourselves)
- 1999: Jackie's Back! (Fernsehfilm)
- 2000: Ich träumte von Afrika (I Dreamed of Africa)
- 2000: Papa's Angels – Bewegte Zeiten (Fernsehfilm)
- 2003: Open House (Fernsehfilm)
- 2005: Winn-Dixie – Mein zotteliger Freund (Because of Winn-Dixie)
- 2005: Don’t Come Knocking
- 2006: Superman Returns
- 2012–2014: Die Legende von Korra (The Legend of Korra, Fernsehserie, 5 Folgen, Sprechrolle)
- 2014: Winter’s Tale
- 2019: Mariette in Ecstasy [1995 gedreht]

## Auszeichnungen

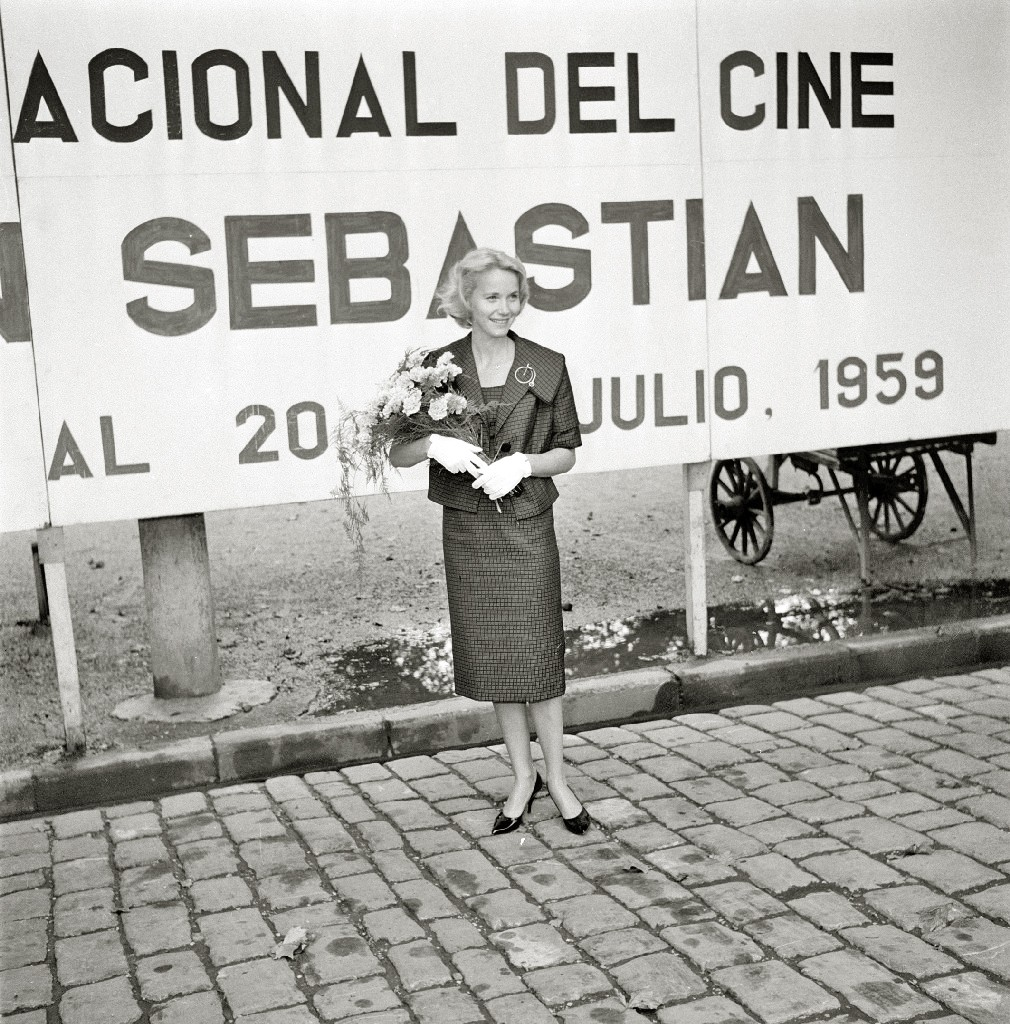
Eva Marie Saint beim Festival de Cine de San Sebastián (1959)

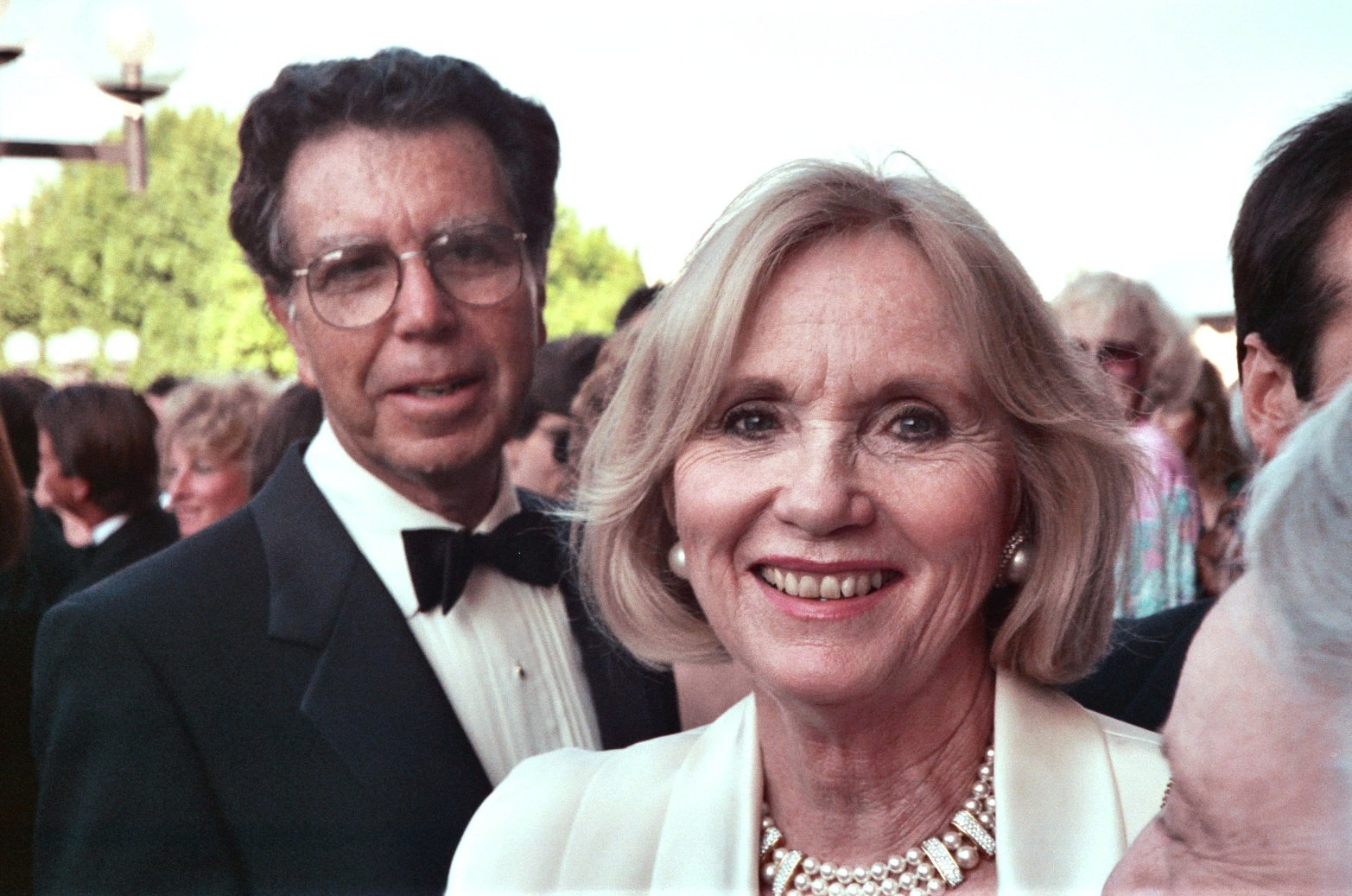
Eva Marie Saint und ihr Ehemann Jeffrey Hayden bei den Emmy Awards 1990

Im Laufe ihrer Karriere erhielt Saint eine Vielzahl an Auszeichnungen und Nominierungen, darunter:
Oscar
- 1955: Auszeichnung als Beste Nebendarstellerin für Die Faust im Nacken

British Academy Film Award
- 1955: Nominierung als Beste Nachwuchsdarstellerin für Die Faust im Nacken
- 1958: Nominierung als Beste ausländische Hauptdarstellerin für Giftiger Schnee

Golden Globe Award
- 1958: Nominierung als Beste Hauptdarstellerin – Drama für Giftiger Schnee

Emmy Award
- 1955: Nominierung in der Kategorie Best Actress in a Single Performance für die Serie The Philco Television Playhouse (Episode: Middle of the Night)
- 1956: Nominierung in der Kategorie Best Actress in a Single Performance für die Serie Producers' Showcase (Episode: Our Town)
- 1977: Nominierung in der Kategorie Outstanding Lead Actress in a Limited Series für die Serie Durch die Hölle nach Westen
- 1978: Nominierung in der Kategorie Outstanding Lead Actress in a Drama or Comedy Special für den Fernsehfilm Taxi!!
- 1990: Auszeichnung in der Kategorie Outstanding Supporting Actress in a Miniseries or a Special für die Serie People Like Us

Hollywood Walk of Fame
- 1960: Stern in der Kategorie Film
- 1960: Stern in der Kategorie Fernsehen

Weitere Auszeichnungen und Ehrungen
- 1957: Auszeichnung der Filmfestspiele von Venedig als Beste Schauspielerin für Giftiger Schnee
- 1971: Nominierung bei den National Society of Film Critics Awards als Beste Nebendarstellerin für Loving
- 2007: Golden Boot Award für ihr Lebenswerk
- 2018: Lebenswerk-Ehrung durch ihre einstige Universität Bowling Green State University,[16] das Theater auf dem Campus der Universität ist bereits seit 2012 nach ihr benannt.[17]